# كلية الطب بالباحة
كلية الطب بجامعة الباحة هي إحدى كليات جامعة الباحة بالمدينة الجامعية في محافظة العقيق بمنطقة الباحة. 
أُنشئت الكلية في عام 1429هـ الموافق لعام 2008، وبدأت الدراسة الفعلية في مطلع العام الدراسي 1430-1431 هـ، وفي العام 1436 هـ افتُتِح القسم الخاص بالطالبات.
حرصت إدارة جامعة الباحة على إنشاء كلية للطب ذات تميز ليس محلي أو إقليمي فقط بل عالمي، ومن هذا المنطلق عملت الكلية على تطبيق نظام حديث لم يطبق حتى الآن في كثير من كليات الطب في المملكة، وهو (Integrated system) أو كما يسمى بـ (النظام التعليمي المتكامل) الذي يسمح للطالب بفهم الموضوع الهدف وإدراكه ودراسته من جميع جوانبه في نفس الوقت ويتم دراسة نفس الموضوع مرة أخرى في مرحلة لاحقة مما يوفر فرصه كبيرة للاستيعاب الموضوع بشكل كامل على عكس مثيلاتها في المملكة التي تطبق نظام (Traditional system)، وفي عام 2017 تم إنشاء وحدة الجودة والاعتماد الاكاديمي بالكلية وإنشاء وحدة التعليم الطبي وجودة الامتحانات،
كانت كلية الطب بجامعة الباحة ولازالت تشارك في تنظيم العديد من المؤتمرات العلمية المحلية والدولية داخل المنطقة وخارجها.
يجري حالياً إنشاء مشروعين وهما المستشفى الجامعي ومبنى الكليات الصحية، كما افتُتِح مبنى مكتمل التجهيزات لعيادات المركز الطبي الجامعي في منتصف عام 2021. 
في عام 2015 احتفلت جامعة الباحة بتخريج أول دفعة من شطر الطلاب بكلية الطب، أما في عام 2021 فقد احتفلت الجامعة بتخريج أول دفعة من شطر الطالبات بكلية الطب.

## النشأة
صدر الأمر الملكي السامي بتاريخ 3/7/1429هـ بإنشاء كلية الطب بجامعة الباحة، حيث تم تعين البرفسور عماد كوشك استشاري طب الباطنة وطب المناعة وعضو هيئة التدريس بـ جامعة الملك عبدالعزيز بـ جدة عميداً للكلية حتى عام 1435هـ الموافق 2016م، ثم تم تعيين الدكتور علي بن هندي الغامدي استشاري طب وجراحة العيون خلفاً له حتى نهاية عام 2022 ، كما تم تكليف الدكتور أحمد بن حسن الغامدي استشاري طب وجراحة الغدد الصماء لدى الأطفال عميداً لكلية الطب بالجامعة حتى الآن.

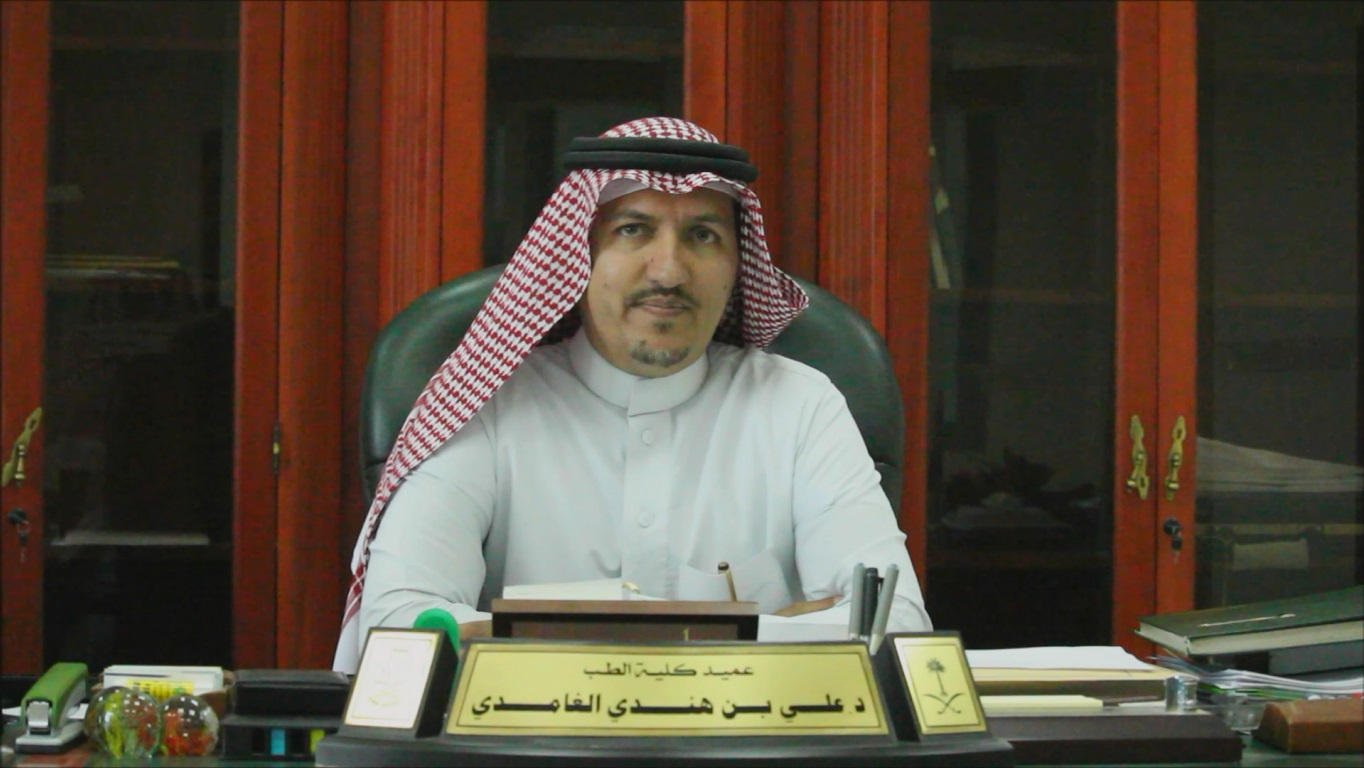
عميد كلية الطب السابق د. علي بن هندي الغامدي

## الرسالة[3]
تخريج أطباء أكفاء والمساهمة في البحوث العلمية وتطوير الخدمات الصحية في المجتمع

## الأهداف[4]
خلق مناخ أكاديمي جاذب لأعضاء هيئة التدريس والطلاب والإداريين
القيام بمساهمة متميزة في البحث العلمي
تعزيز وتطوير الخدمات الصحية في المنطقة
تأسيس برامج شاملة للدراسات العليا والبحث العلمي
وضع الأسس المناسبة للاستثمار في مجال المعرفة والتقانة الطبية

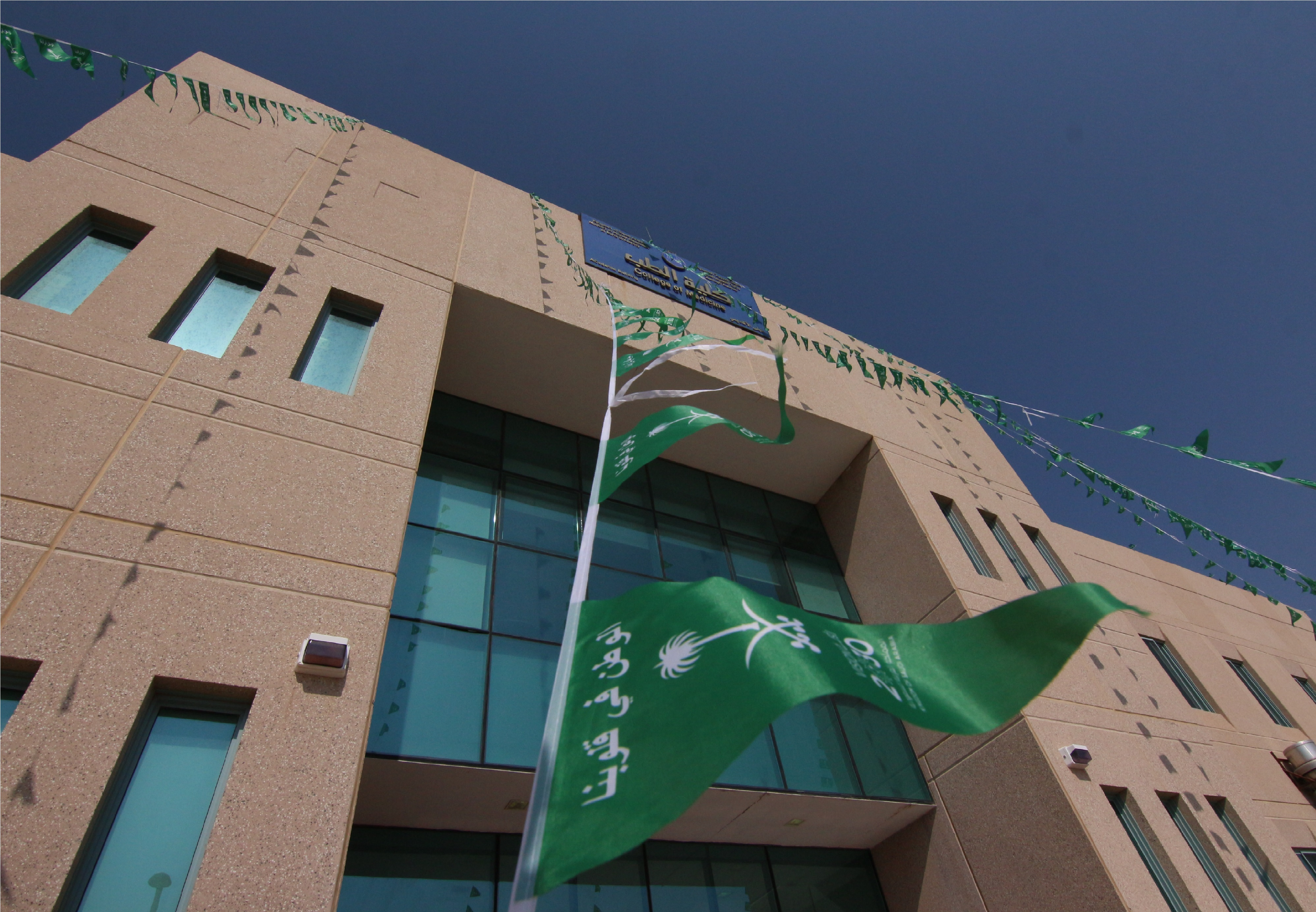
المبنى الأكاديمي لكلية الطب بالباحة

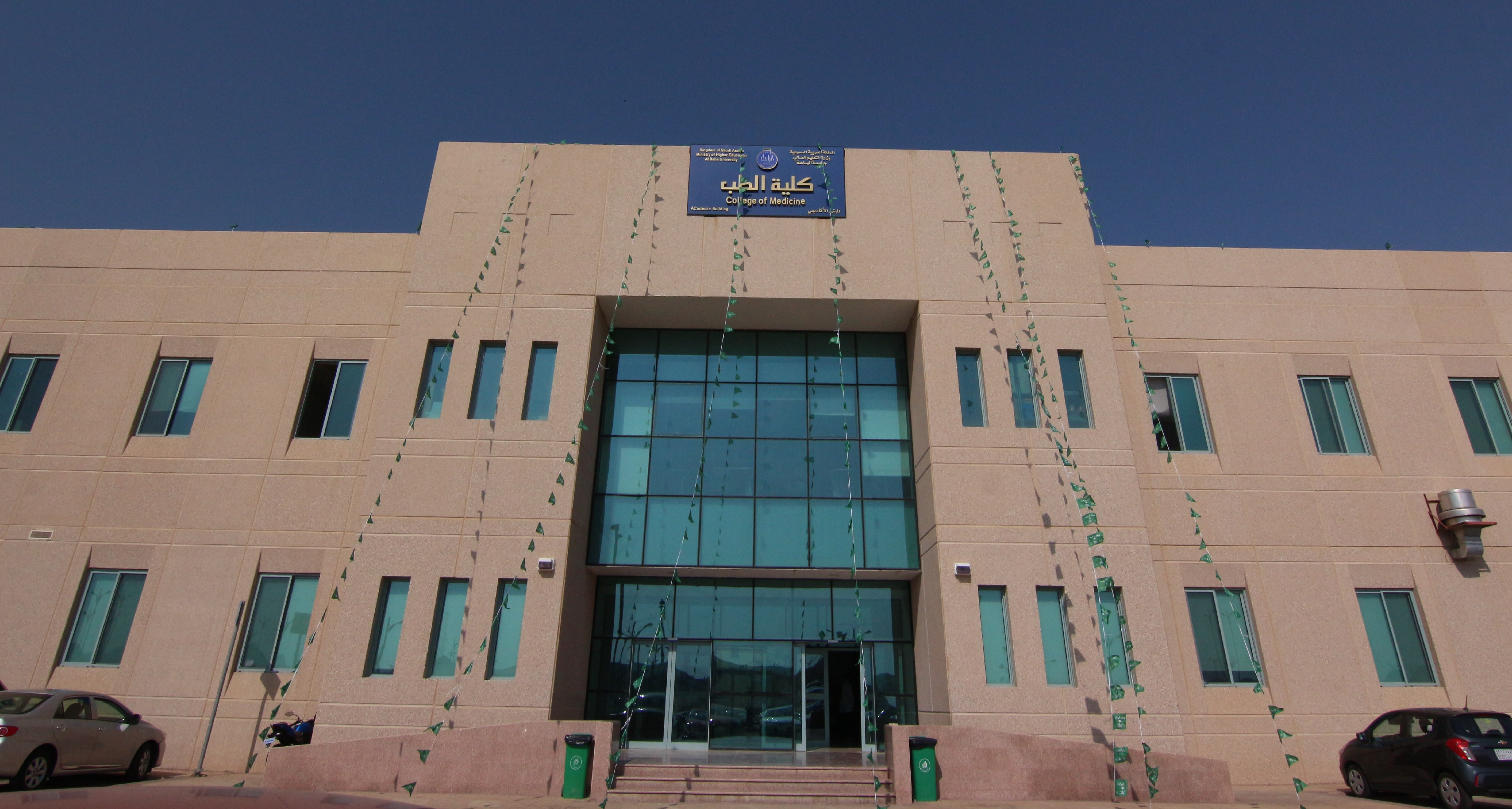
المبنى الأكاديمي لكلية الطب بالباحة

## تعريفات خاصة[5]
الموديول:
وهو المصطلح المستخدم في مناهج كلية الطب بجامعة الباحة بصورة فريدة للتعبير عن المقرر الدراسي، وله عدد محدد من الساعات المعتمدة وهو يتبع لمستوى أكاديمي محدد وفقا للخطة الأكاديمية المعتمدة لكل تخصص. ويتم تحديد عنوان ورقم كودي ووصف موجز لمحتويات كل موديول، ويتم حفظ هذه التفاصيل في ملف خاص بالقسم المنوط بهذا الموديول لكي يتم متابعته وتقييمه وتطويره في المستقبل.
منسق الموديول:
هو عضو هيئة التدريس الذي يقوم بالإشراف على والتنسيق مع جميع أعضاء الأقسام الأكاديمية لجميع الأنشطة الأكاديمية الخاصة بهذا الموديول.
الفترة الدراسية للموديول:
وهي عدد الأسابيع الدراسية التي تشمل جميع الأنشطة الأكاديمية للموديول بما فيها الاختبارات الدورية والنهائية. ويجوز رصد الدرجات النهائية لكل موديول فور انتهاء فترته الدراسية.
الاختبار النهائي للموديول:
حيث يتم اختبار الطلاب مرة واحدة في نهاية الموديول.
الدرجة النهائية للموديول:
وهو عبارة عن مجموع درجات الأنشطة المختلفة للموديول أثناء فترته الدراسية بالإضافة إلى درجة الامتحان النهائي ويكون المجموع من 100 درجة

## قبول الطلاب المستجدين[5]
شروط قبول الطالب المستجد في كلية الطب بجامعة الباحة كالتالي: 
1 -أن يكون حاصلا على شهادة الثانوية العامة أو ما يعادلها من داخل المملكة أو من خارجها 
2 -ألا يكون قد مضى على حصوله على الثانوية العامة أو ما يعادلها مدة تزيد على خمس سنوات عند التقدم للجامعة ويجوز لمجلس الجامعة الاستثناء من هذا الشرط إذا توافرت أسباب مقنعة 
3 -أن يكون حسن السيرة والسلوك 
4 -يفضل للقبول بكلية الطب الحصول على مجموع %90 فأكثر في الثانوية العامة 
5 -ألا يكون الطالب مفصولا من جامعة أخرى لأسباب تأديبية أو تعليمية 
6 -أن يجتاز أي اختبار أو مقابلة شخصية يراها مجلس الجامعة
7ـ أن يكون لائقا طبيا
8 -أن يحصل على موافقة من مرجعه بالدراسة إذا كان يعمل في أي جهة حكومية أو خاصة
9 -أن يستوفي أي شروط أخرى يحددها مجلس الجامعة وتعلن وقت التقديم

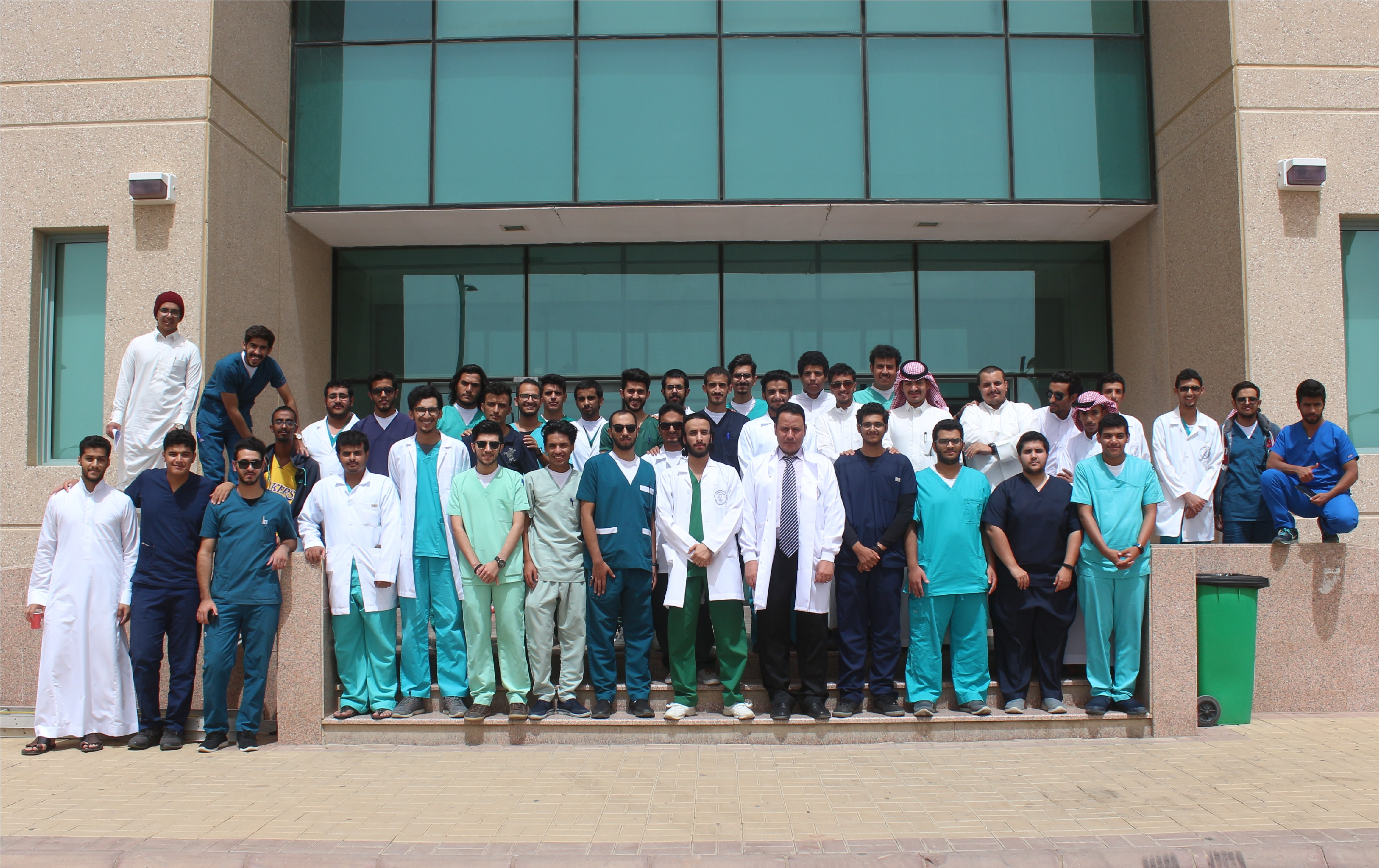
طلاب الدفعة السابعة بكلية الطب في صورة جماعية أمام المبنى الأكاديمي

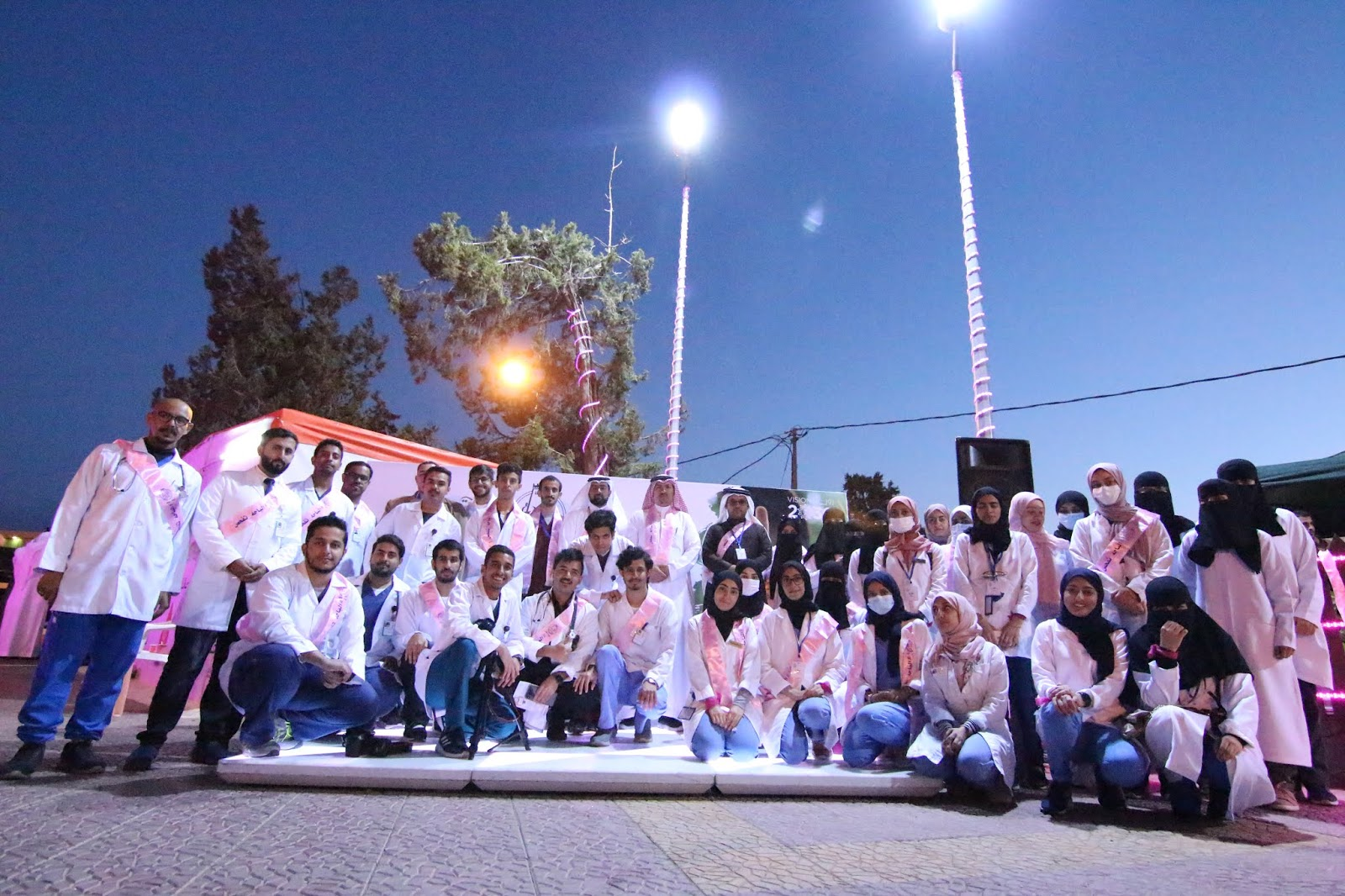
طلاب وطالبات كلية الطب في إحدى الحملات التوعوية

## البرنامج الدراسي[5]
1- الدراسة في كلية الطب بجامعة الباحة تتم في إطار برنامج الدراسة المعتمدة وفقا للخطة الدراسية (المنهج) المعدة سلفا والمعتمدة من مجلس الجامعة.
2- برنامج الدراسة يعرف ببكالوريوس الطب والجراحة MBBS
3- الهدف من برنامج دراسة البكالوريوس هو الإعداد للأداء المهني الطبي بالشكل الذي يتم من خلاله استخدام المعارف والأساليب المعاصرة. كما يحتوي على معلومات نظرية محددة. مدة الدراسة في هذا البرنامج هي ست سنوات بالإضافة إلى فترة الامتياز. 
4- برنامج الدراسة منظم بالخطط الدراسية (المناهج) التي تحدد وتصنف الدراسة إلى مقررات (موديولات) دراسية محددة، بحيث توضح وتحدد المدة الزمنية والتسلسل الزمني، وأساليب التدريس وطرق التقويم.
5- الدراسة في هذا البرنامج تعتمد على التفرغ التام للدراسة بدوام كامل. 
6- في هذا البرنامج للدراسة، والتي شكلت فيه المناهج الدراسية في بحيث يكون الجزء الرئيسي من التعليم في شكل المحاضرات وحلقات التعلم المبني على المشكلات والندوات وحلقات النقاش والعملي المختبري، والجلسات السريرية والاستشارات والأشكال الأخرى المماثلة من طرق التعليم والتي تعقد عادة وفقا لجداول زمنية منتظمة أسبوعية.

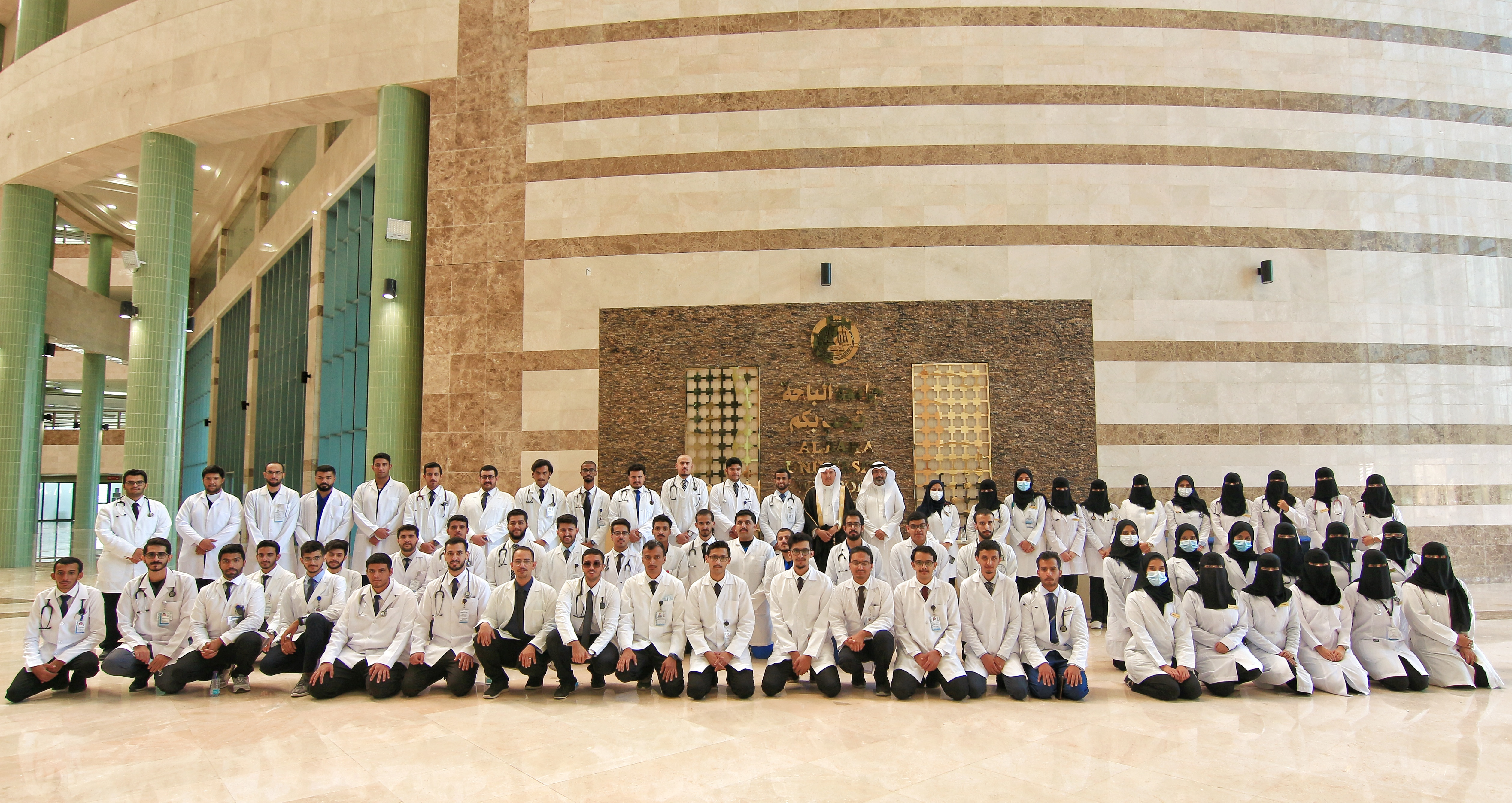
خريجي الدفعة السابعة من الطلاب والدفعة الأولى من الطالبات بعد أداء قسم الطبيب

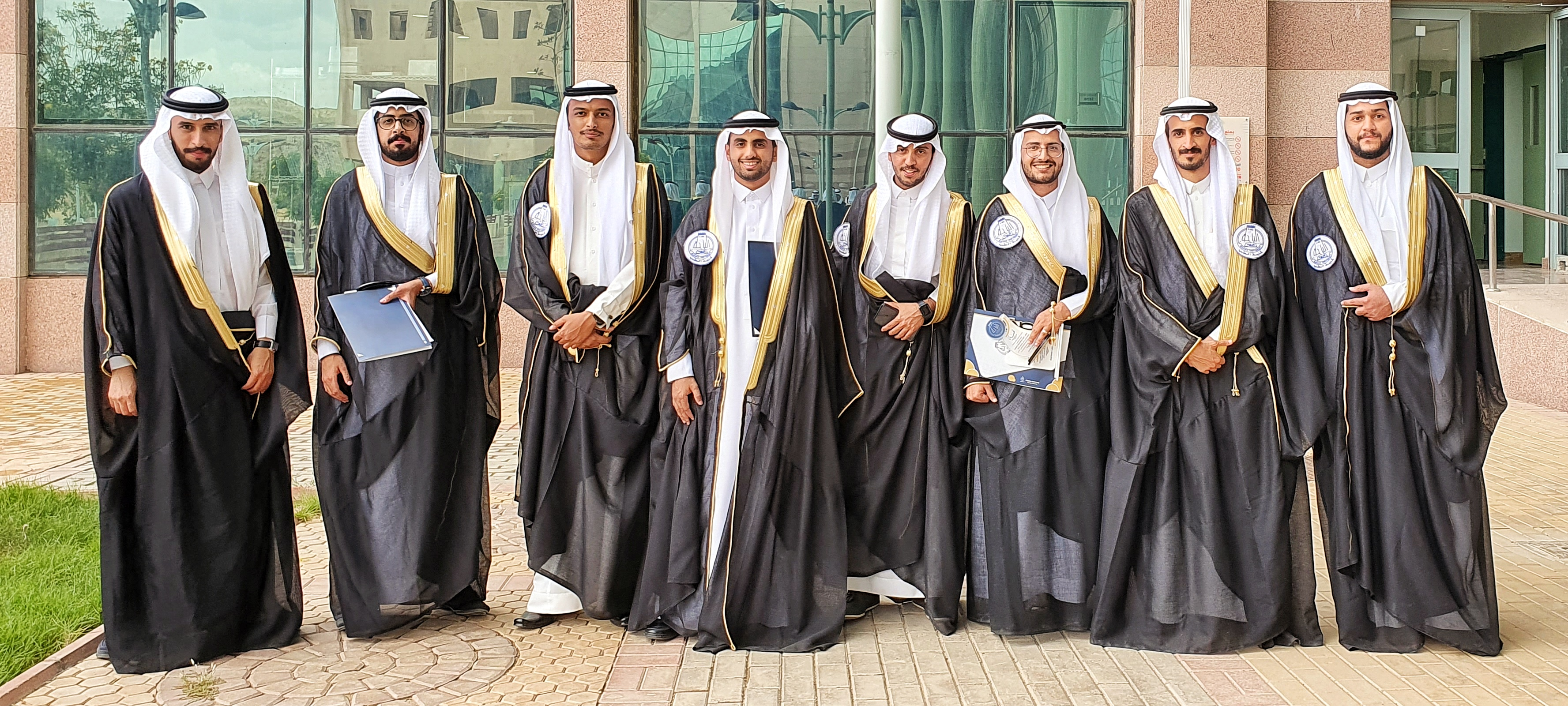
خريجي الدفعة السابعة في صورة تذكارية

## نظام الدراسة
1- العام الدراسي الجامعي مدته 12 شهرا ويتم تحديد بدايته ونهايته من قبل مجلس الجامعة. 
2- وينقسم العام الدراسي إلى فصول دراسية شتوية بالإضافة إلى العطلات ويتم أيضا تحديد بدايات الفصول الدراسية والعطلات من قبل مجلس الجامعة. 
3- يتم تحديد مواعيد بدء الفترات التدريسية، ومواعيد الاختبارات، والممارسة التطبيقية، والتي تمتد خلال الفصل الدراسي، وفق القواعد الدراسة والاختبارات بالجامعة ويتم تحديد كل هذه التفاصيل من قبل مجلس الجامعة. 
4 - فترة التدريس للفصل الدراسي تستمر عادة حوالي 18 أسبوع شاملة فترات الاختبارات. ويمكن في بعض الأوقات المحددة أثناء الفترة التدريسية إجراء اختبارات مرحلية دون أن تتعارض مع المحاضرات وحلقات النشاط الإلزامية. 
5- تسير الدراسة على نظام الوحدات (الموديول) المستقلة في المستويات الدراسية ويحدد لكل مستوى دراسي عدد الوحدات الدراسية حسب ما تقتضيه الخطط الدراسية المقررة
6- يتدرج الطالب في الدراسة والنجاح في الوحدات والمستويات الدراسية وفقا لأحكام الانتقال الموضحة أدناه.
7- يتم توزيع مقررات (موديولات) المستوى الدراسي الواحد في صورة مراحل تتابعية متسلسلة بحيث تمثل كل مرحلة مقرر دراسي (موديول) منفصل متكامل بما فيه فترة اختباراته وفور الانتهاء منه يبدأ المقرر الدراسي (الموديول) التالي له تباعا
8- يتم تخصيص منسق لكل مقرر دراسي (موديول) بحيث يكون مسئولاً عن جميع الأنشطة الأكاديمية والاختبارات الخاصة بهذا الموديول. 
9- الفترات السريرية تمثل فترة الدراسة التي يتم أثنائها تعلم وتدرب الطلاب على الحالات السريرية الطبيعية والمرضية داخل كل مقرر دراسي ويتم احتساب كل أسبوع دراسي سريري مساويا لوحدة دراسة. 
10- يتم تخصيص مرشد أكاديمي من بين أعضاء هيئة التدريس لكل طالب (أو مجموعة من الطلاب) لتوجيه ومساعدة ومتابعة تقدم الطلاب.
كلية الطب في جامعة الباحة تنهج نظام (Integration system) وهو النظام الحديث في التدريس وليس النظام القديم وهو (Traditional system) وكل نظام له مميزات وايجابيات وسلبيات، فيما يلي شرح للفرق بين النظامين:
نظام Traditional system:
وهو النظام المعروف في كل التخصصات الأخرى، وهو عبارة عن نظام فصلي بحيث يدرس فيه الطالب مواد معينه طوال الفصل الدراسي ويختبر فيها في نهاية الفصل الدراسي.
نظام Integration system:
أو النظام التعليمي المتكامل، وهو عبارة عن وحدات دراسية "Modules" بحيث يدرس الطالب في كل وحدة مجموعة مواد ويختبر فيها اختبارين نصفي ونهائي في عدد محدد من الأسابيع وتنتهي بعد ذلك هذه الوحدة الدراسية وترصد الدرجات من 100، وبعدها مباشرة يدرس الطالب وحدة أخرى في نفس الفصل الدراسي عن موضوع آخر 
مثال:
الفصل الأول:
1- مديول الجهاز التنفسي
2- مديول الجهاز الهضمي
مثلاً خلال 4 أسابيع من بداية الفصل الدراسي الأول تتم دراسة مديول الجهاز التنفسي وخلال هذه الأسابيع يتم تعلم تشريح الجهاز التنفسي (Anatomy) وكذلك كيف يعمل الجهاز التنفسي وماهي وظائفه (Physiology) وماهي أشهر الأمراض اللي تصيب هذا الجهاز (pathology) هذي تقريبا ثلاث مواد داخل هذا المديول وبعد تقريباً أسبوعين يختبر الطالب الاختبار النصفي، وفي آخر أسبوع يختبر الطالب الاختبار العملي وكذلك الاختبار النهائي التحريري، وبعد الاختبار النهائي لهذا المديول يبدأ في مديول الجهاز الهضمي ويدرس فيه عدة مواد وكذلك يختبر الاختبارين النصفي والنهائي ودرجاته تكون منفصلة ولا علاقة في درجات المديول السابق.
يحتوي كل موديول على كمية من المحاضرات بالإضافة إلى عدد معين من الأنشطة والمشاريع وهي كالتالي:
Problem Based Learning - PBL
التعلم المبني على المشكلات، وهو عبارة عن جلسة مناقشة مع عضو هيئة تدريس ومجموعة من الطلاب، حيث يحتوي كل أسبوع على جلستين يتم فيها تقسيم الطلاب على مجموعات صغيرة، ويتم في الجلسة الأولى استعراض حالة مرضية معينة، وتوزيع أهداف المناقشة تحضيراً للجلسة الثانية، ويعطى الطالب الحرية الكاملة في اكتشاف ودراسة الحالات بنفسه، وفي الجلسة الثانية يتم استعراض ماتم التوصل له من حلول من الطلاب
Self directed-learning - SDL
التعلم الذاتي المباشر، هو عبارة عن بحث يقوم به الطالب، بحيث يقوم منسق الوحدة بتزويد الطالب بالعنوان وأهم الأهداف التي يتم البحث عنها
Seminar
وهو ندوة أو تقديم، يُقسَّم فيها الطلاب إلى مجموعات وكل مجموعة تعطى موضوع طبي معين وتقسم الأهداف بين هذه المجموعات، ويقوم طلاب كل مجموعة بتقديم الموضوع أمام بقية الطلاب من خلال عرض تقديمي (بوربوينت).
Logbook
دفتر السجل، وهو عبارة عن تقرير مفصل يتم كتابته من قبل الطالب في السنوات السريرية، ويتم فيه ذكر الحالات المرضية ما تم تعلمه من زيارات المستشفى، ثم يتم توقيعه من أعضاء هيئة التدريس المشرفين وتسليمه لمنسق الوحدة 
إيجابيات النظام المتكامل:
1- استطاعة الطالب ربط المعلومات بشكل جيد، بحيث يتعلم في كل جهاز ما الأحداث والعمليات الحيوية اللي تحدث في الجسم بشكل طبيعي ويتعلم كيفية ربطها بما يحدث في الأمراض.
2- تكون الاسئلة موزعة حسب عدد محاضرات المواد في المديول، وهذا شيء جيد أحياناً، فلو مثلا كان الطالب محباً لمادة التشريح فسوف يجد أن مديول الجهاز العضلي الهيكلي مثلا ممتع بالنسبة له وفرصة كبيرة لاحراز درجات عالية، وقد يجد في بعض المديولات ما يشد اهتمامه بسبب المواد والمعلومات التي تحويه هذه المديولات.
3- وجود بعض الأنشطة التي تساعد على الفهم والاستيعاب أكثر من المحاضرات، مثل (PBL - SDL - Seminar - Logbook)
سلبيات النظام المتكامل:
1- يعيش الطالب تحت ضغط نفسي وجسدي مستمر طول الفصل الدراسي، وهذا يعتمد على عدد الوحدات ومدتها خلال الفصل الدراسي.
2- أحيانا قد لايجد الطالب وقتاً كافياً ويتحتم عليه تأجيل مذاكرة المحاضرات حتى يجد وقتاً ينجز فيه الأنشطة والمشاريع الأخرى الخاصة بالوحدة الدراسية.
توزيع الدرجات بشكل عام:
1-   الاختبار النصفي (15 أو 10 درجات) وقابل للتغير في أكثر من وحدة دراسية
2-   الاختبار النهائي (40 درجة) ثابت في كل الوحدات
3-   الاختبار العملي (20 درجة) ثابت في كل الوحدات
4-   الأنشطة والمشاريع "PBL - SDL - Seminar - Logbook" ترصد لها (25 درجة) تكون موزعة على كل نشاط

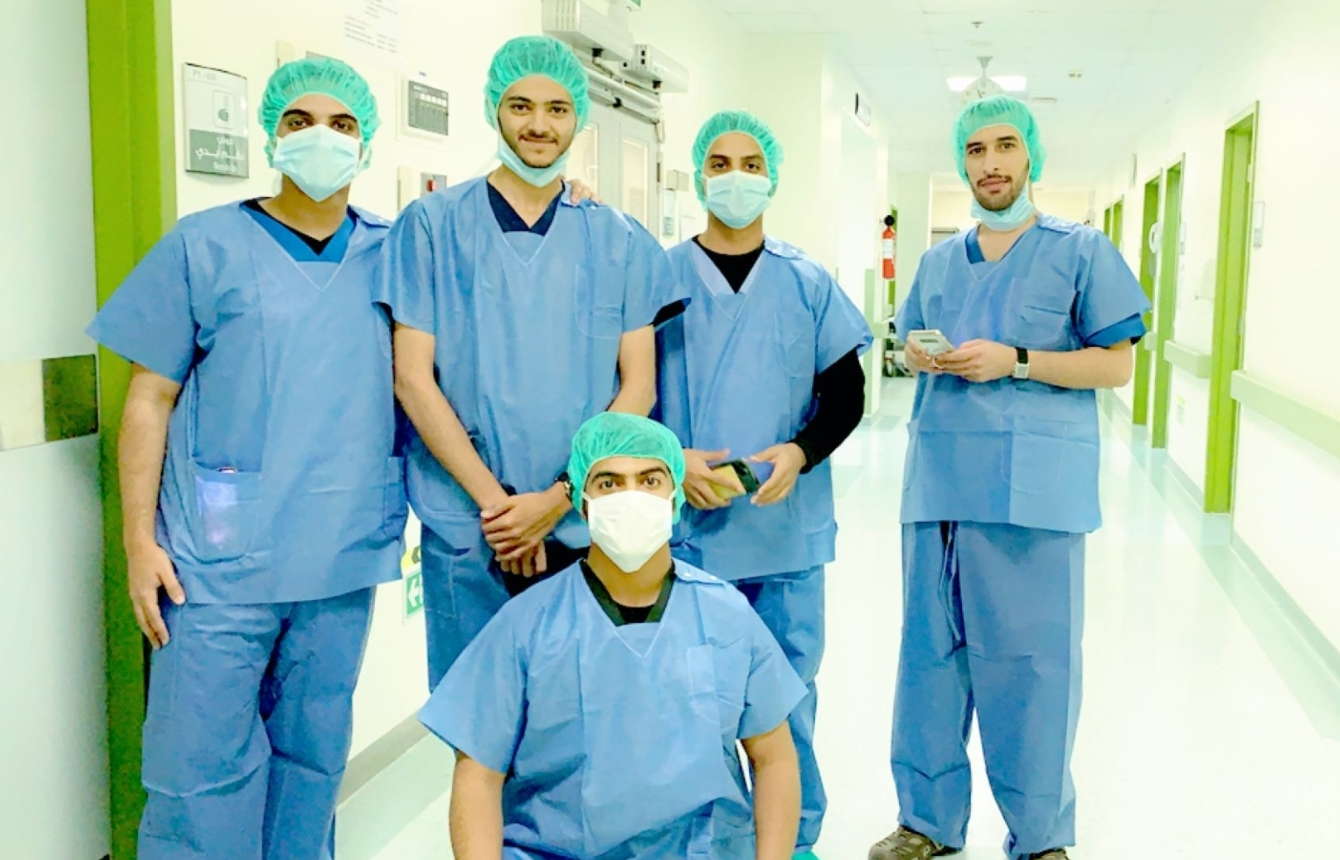
مشاركة طلاب الكلية في إحدى العمليات الجراحية بمستشفى الأمير مشاري

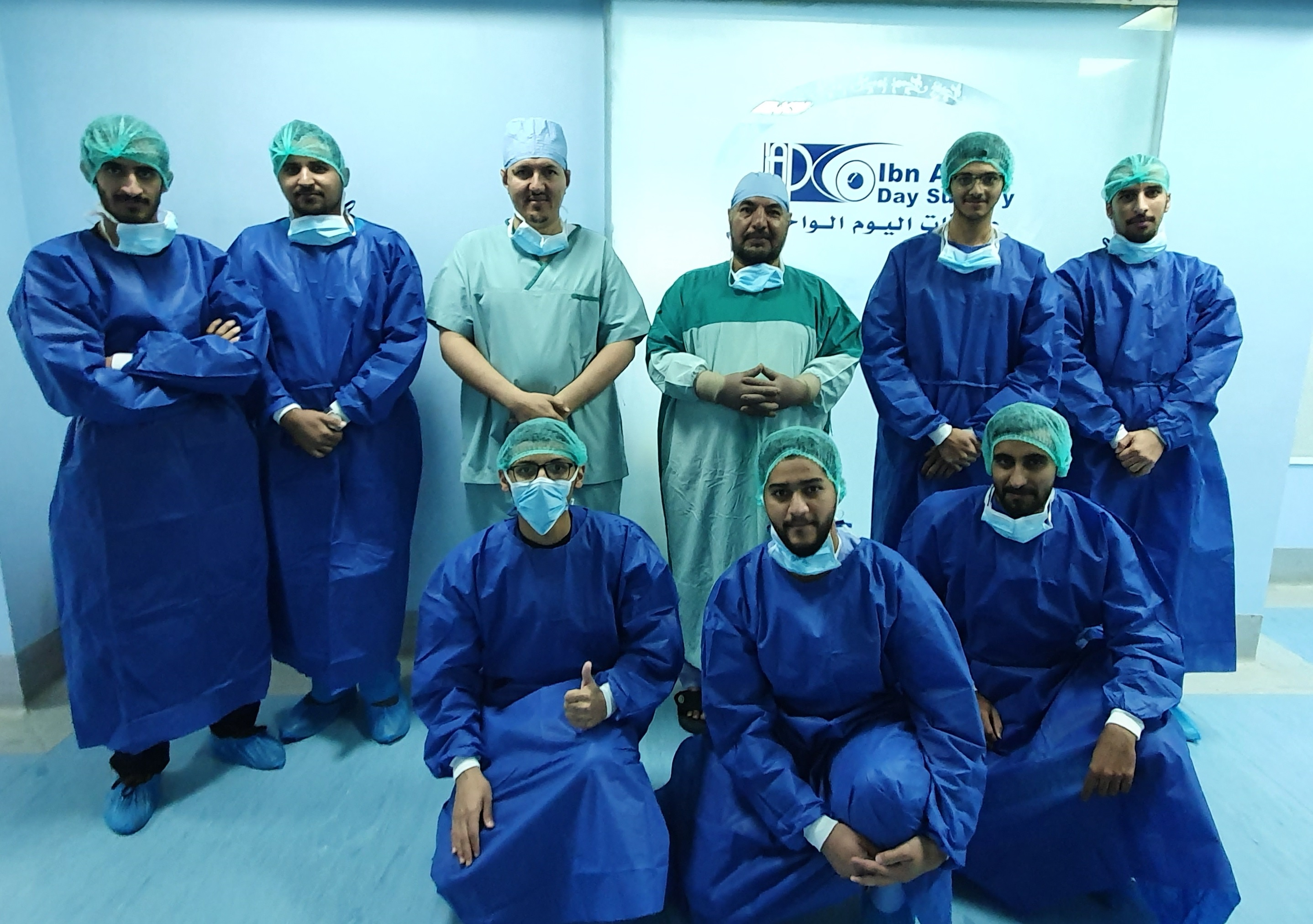
مشاركة طلاب الكلية في عمليات العيون بمجمع بن عباس الطبي

## الخطة الدراسية في كلية الطب بجامعة الباحة
تم اعتماد تطبيق المنهج والخطة الدراسية الحديثة لكلية الطب بجامعة الباحة بعد إحداث بعض التعديلات عليهما، وجاري توقيع عقد مع مواكبة الاستفادة بشكل ديناميكي من باقي المناهج في كليات الطب المحلية والعالمية.  وتتميز المناهج الحديثة الإبداعية لكليات الطب العالمية بالتالي:
-  محورها واعتمادها على الطالب أكثر من المعلم.
-  حل المشاكل الطبية مع جمع المعلومات.
- تكاملية وتداخلية بين المواد الأساسية أكثر من محدودية المقرر.
-  مبنية على احتياجات المجتمع مع احتياجات المستشفيات.
-  توفر بعض ساعات اختيارية إلى جانب المنهج الأساسي الإجباري.
-  تطبيق منهجي أكثر من القائم على التلمذة.
-  مبنية على أساس منتجات التعليم.
تتكون الخطة الدراسية من 67 وحدة دراسية بمجموع 209 ساعات دراسية، حيث تم تقسيم الخطة الدراسية على 3 مراحل:
المرحلتين الأولى والثانية وهي السنوات الأساسية بكلية الطب (Basic Years):
المرحلة الأولى وهي السنة التحضيرية (30 ساعة)
المرحلة الثانية وتحوي السنتين الثانية (33 ساعة) والثالثة (39 ساعة)
المرحلة الثالثة وهي السنوات السريرية بكلية الطب (Clinical Years) وتحوي:
السنة الرابعة (36 ساعة) والخامسة (35 ساعة) والسادسة (36 ساعة)

## الأقسام الأكاديمية[6]
تضم كلية الطب بجامعة الباحة 11 قسماً أكاديمياً وهي:
1- قسم التشريح، ورئيسه د. عبد الله بن محمد بن كرم الله البلوشي
2- قسم علم وظائف الأعضاء، ورئيسه د. عبد الوهاب بن أحمد بن حسن الزهراني
3- قسم الكيمياء الحيوية، ورئيسه أ.د. عصام بن أحمد ماضي
4- قسم الكائنات الدقيقة، ورئيسه د. علي بن غرم الله بن عبد الله الغامدي
5- قسم علم الأمراض، ورئيسه د. ثامر بن هادي الغامدي
6- قسم علم الأدوية، ورئيسه د. عزيز بن عبيد عزيز السهيمي
7- قسم الأمراض الباطنية، ورئيسه د. محمد بن عطية بن أحمد الغامدي
8- قسم الجراحة، ورئيسه د. رجب بن أحمد بن سعيد الزهراني
9- قسم طب الأطفال، ورئيسه د. أحمد بن حسن الغامدي
10- قسم النساء والولادة، ورئيسه د. محمد بن صلاح الدين بن محمد بن عثمان
11- قسم طب الاسرة والمجتمع، ورئيسه د. عبد الله بن عبد الباسط بن عبد الله المليباري

## إدارة الكلية[7][8]
1- عميد الكلية: الدكتور أحمد بن حسن الغامدي
2- وكيلة الكلية لشطر الطالبات: الأستاذة الدكتورة كرم محمد مقلد
3- وكيل الكلية لشؤون المستشفيات والتدريب: الدكتور رجب بن أحمد الغامدي
4- وكيل الكلية للشؤون الأكاديمية: الدكتور علي بن غرم الله الغامدي
5- وكيل الكلية للجودة والتطوير: الأستاذ الدكتور عصام بن أحمد ماضي